# B.P. Empire
B.P. Empire — третий студийный альбом израильского Psychedelic Trance-дуэта Infected Mushroom, выпущенный в мае 2001 года компанией Yoyo Records.

## Об альбоме
В B.P. Empire заметно значительное изменение стиля музыки Infected Mushroom и появление в ней элементов индастриала и амбиента. Например, в треке «Dancing with Kadafi» собраны ритмы практически со всего света. Этот альбом был раскритикован теми, кто представлял себе Infected Mushroom как группу, играющую исключительно транс. Тем не менее Infected Mushroom остаётся одной из самых известных транс-групп, хотя и пытается в последние годы экспериментировать с другими жанрами.

## Список композиций
1. «Never Ever Land» — 7:47
2. «Unbalanced (Baby Killer Remix)» — 7:16
3. «Spaniard» — 7:38
4. «B.P. Empire» — 7:26
5. «Funchameleon» — 6:55
6. «Tasty Mushroom» — 6:56
7. «Noise Maker» — 7:39
8. «P.G.M. (Prehistoric Goa Mood)» — 7:22
9. «Dancing with Kadafi» — 10:23